# Vilafamés

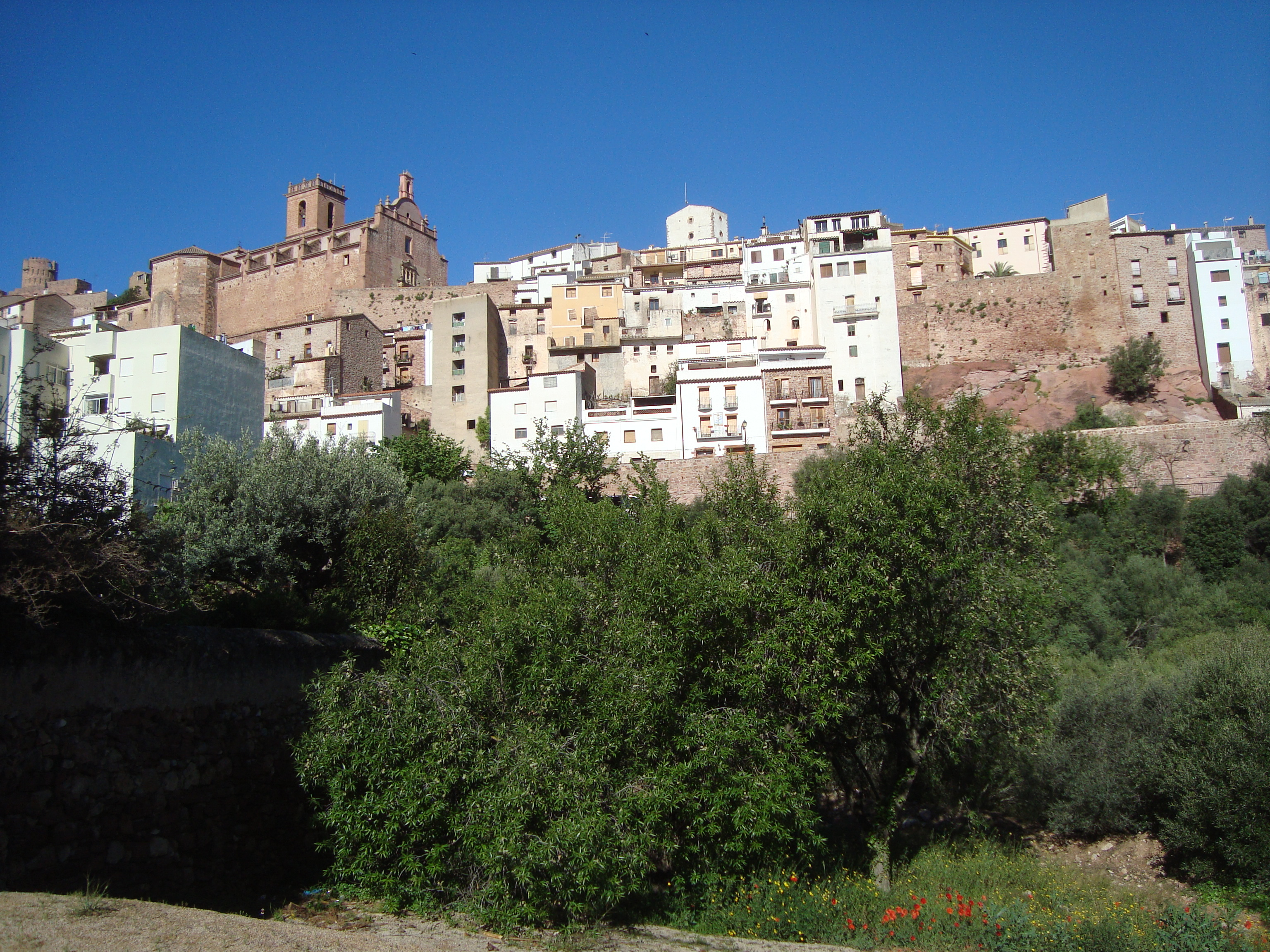
Vilafamés

Vilafamés è un comune spagnolo di 1 514 abitanti situato nella comunità autonoma Valenciana.

## Altri progetti

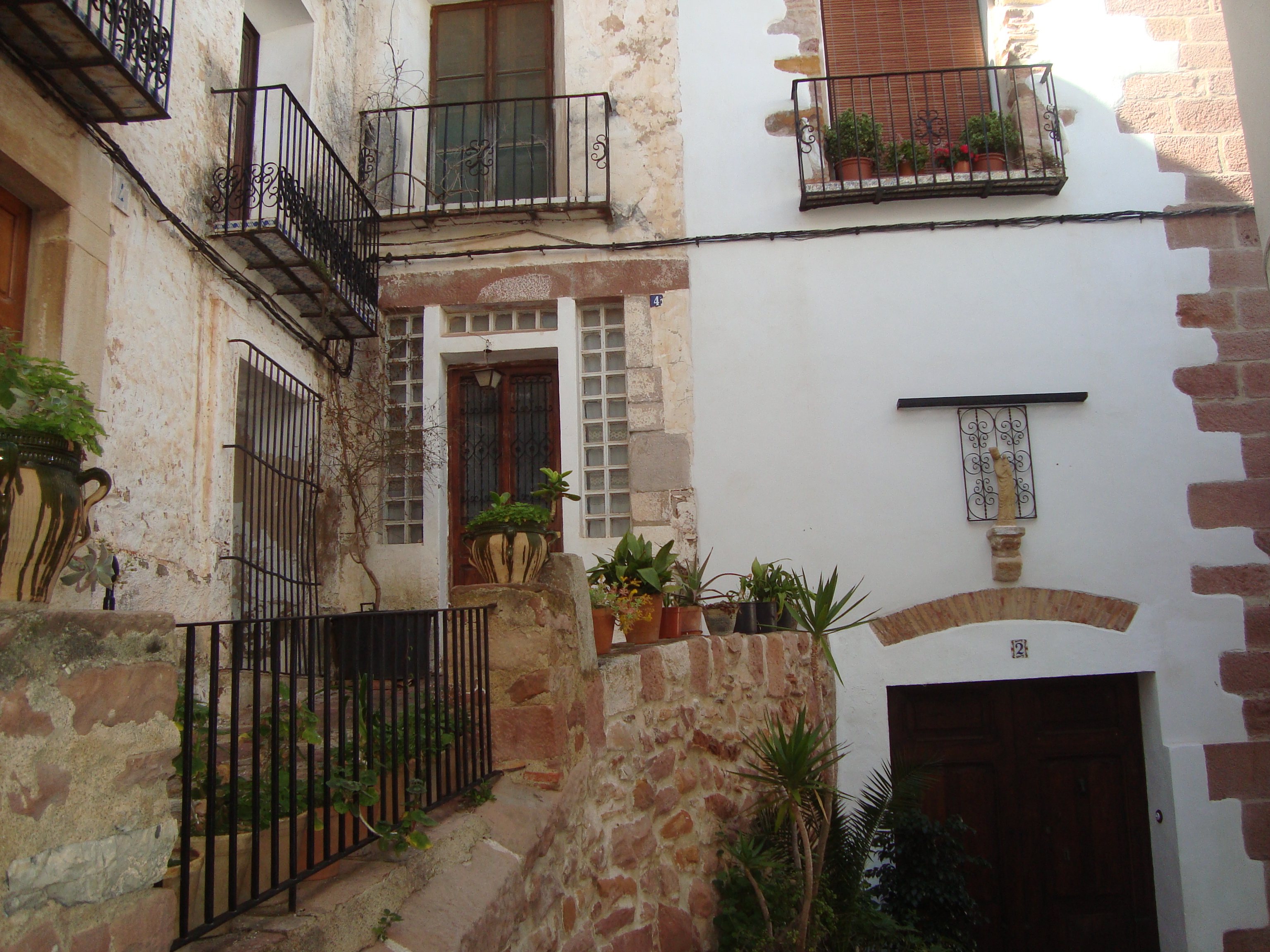
Rincones de Vilafamés

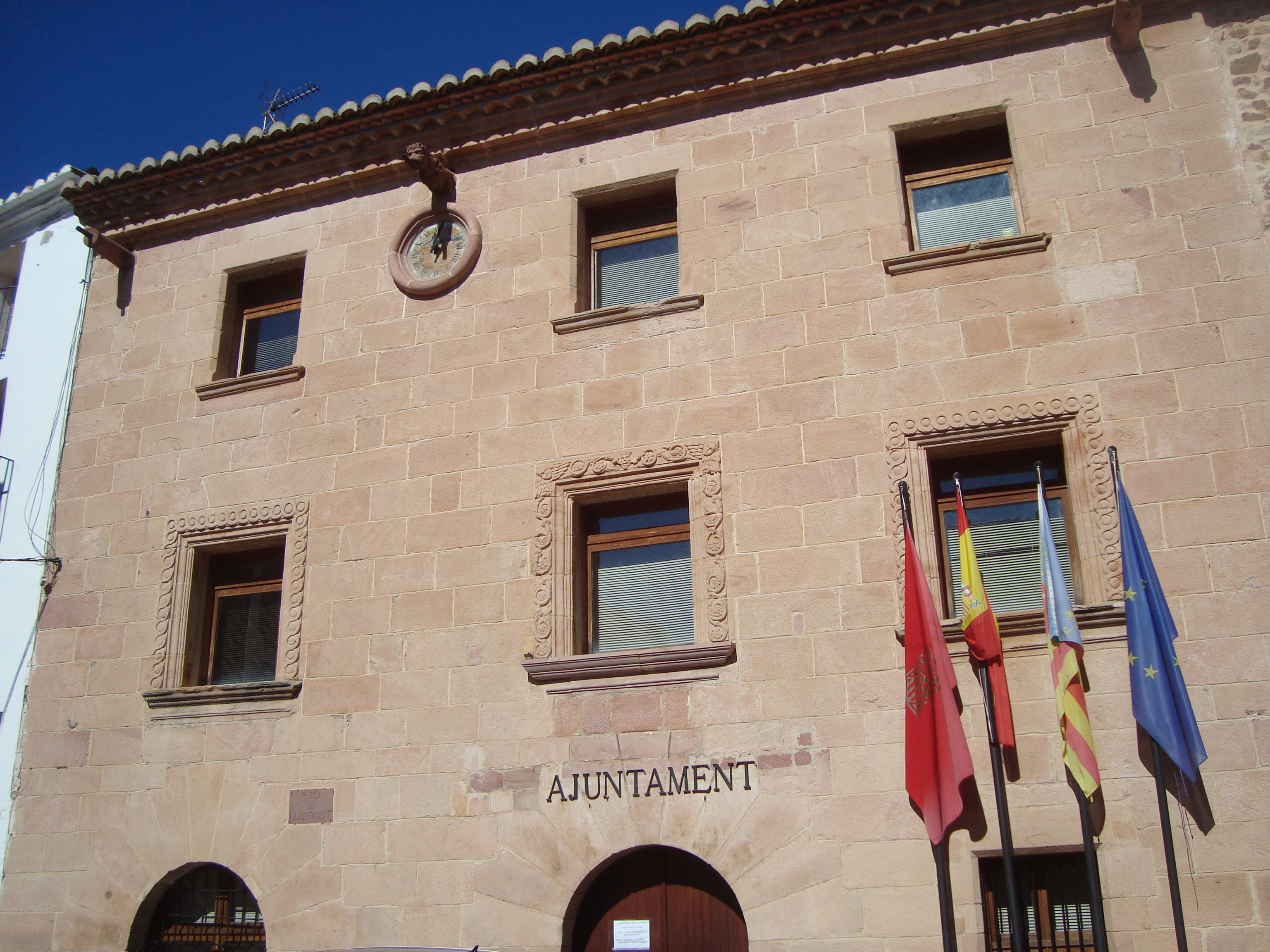
Ajuntament de Vilafamés

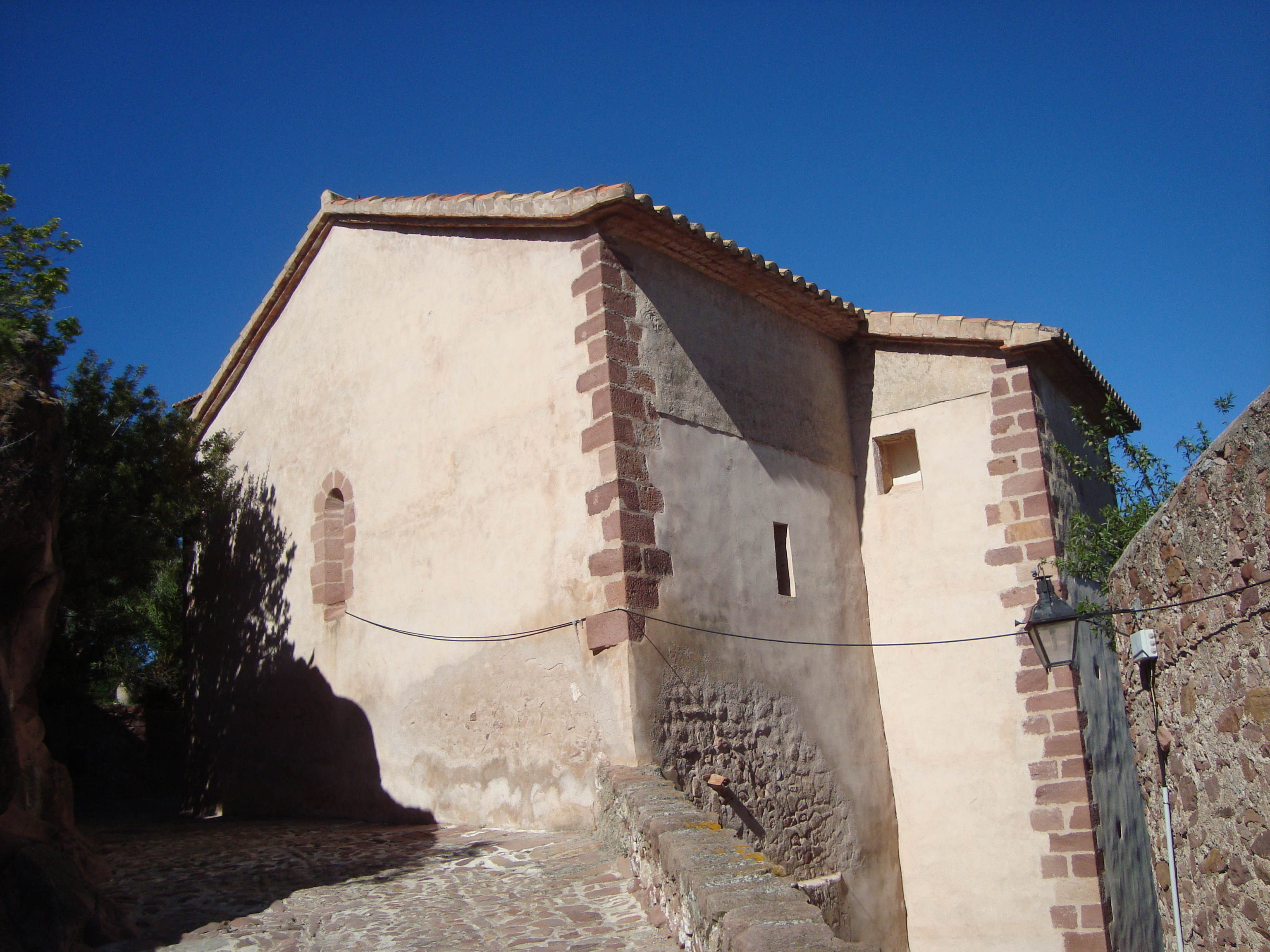
Iglesia de la Sangre (Vilafamés)

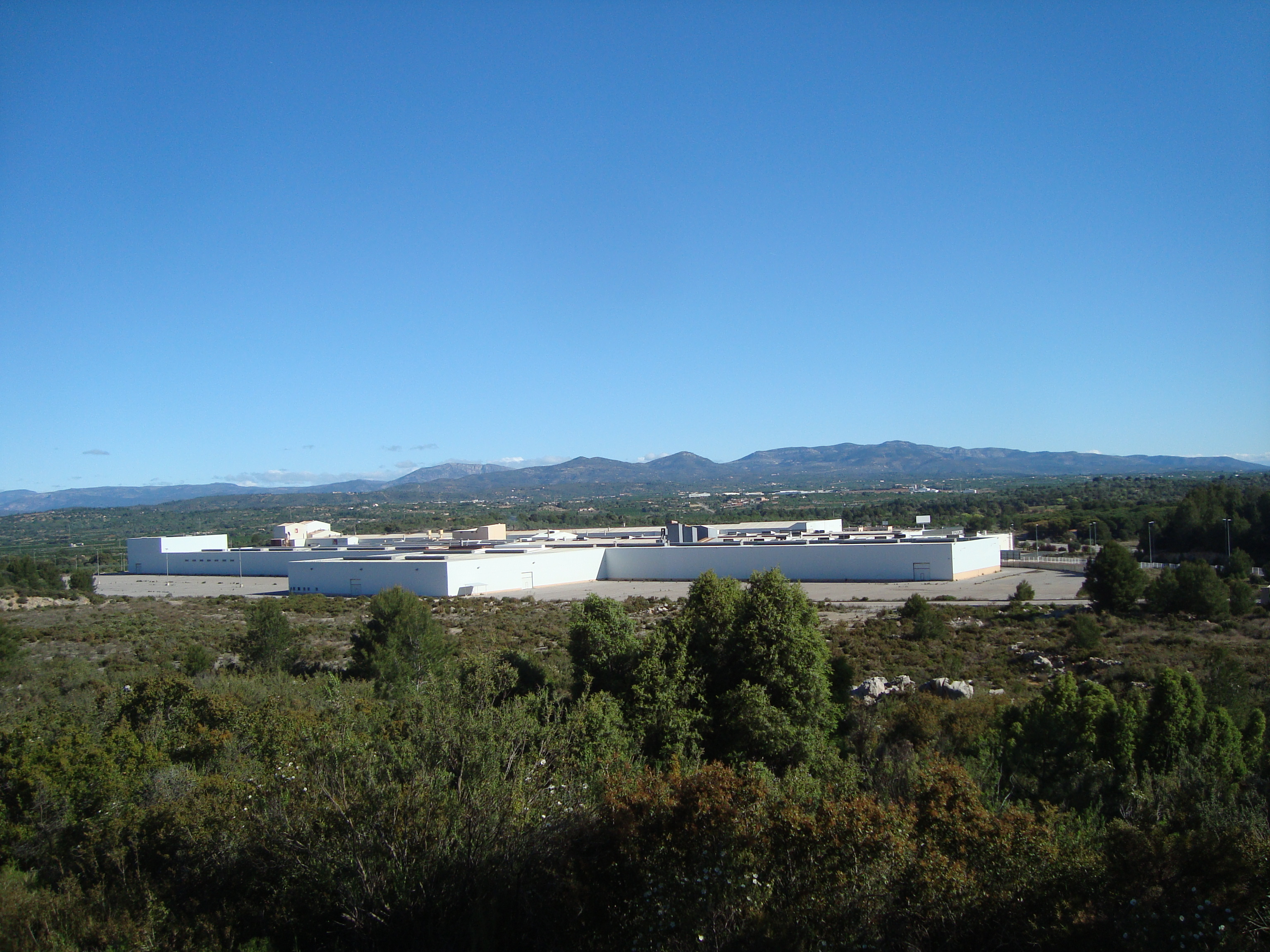
Fábrica, industria cerámica (Vilafamés)

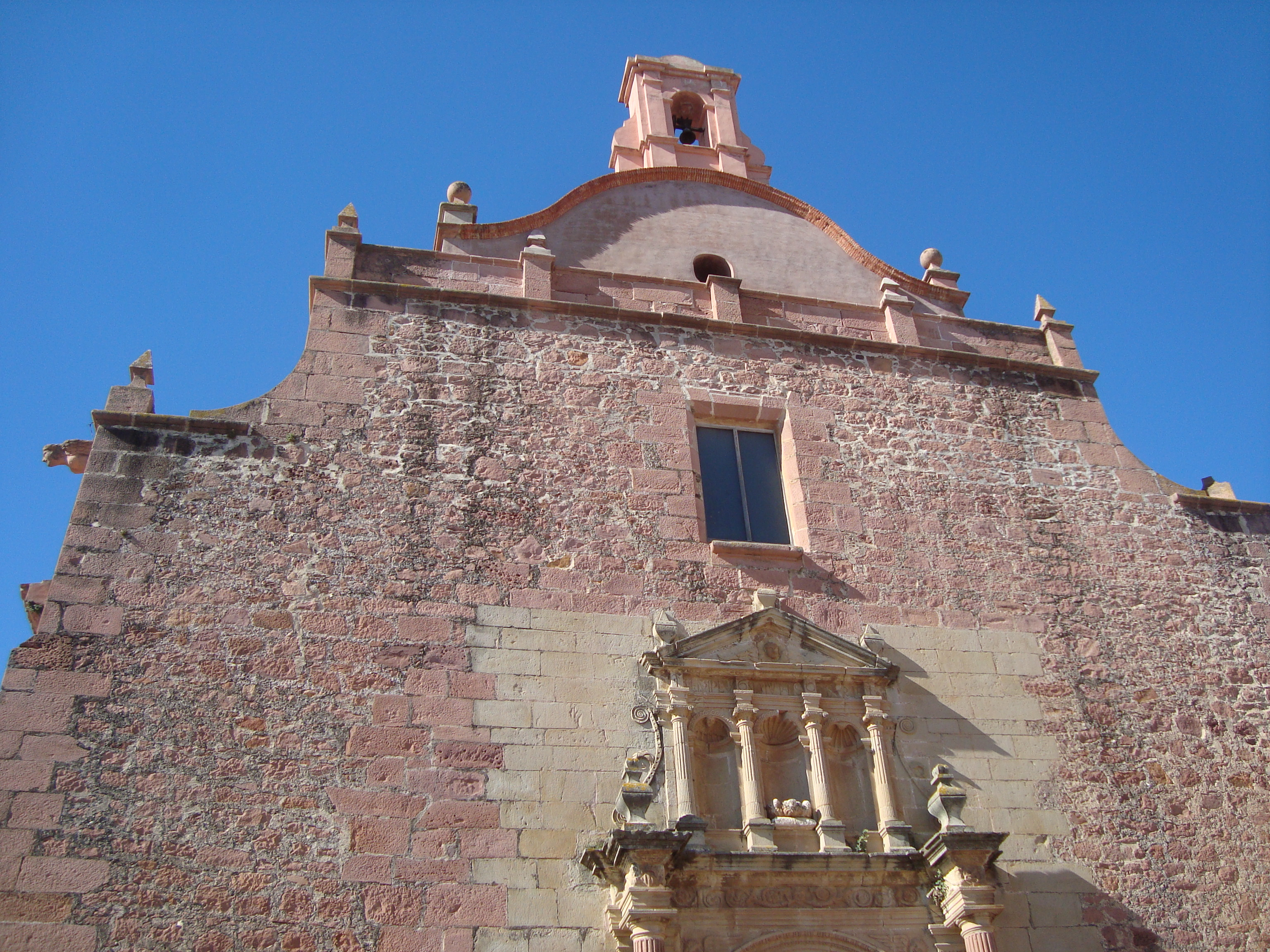
Església parroquial de l'Assumpció (Vilafamés)

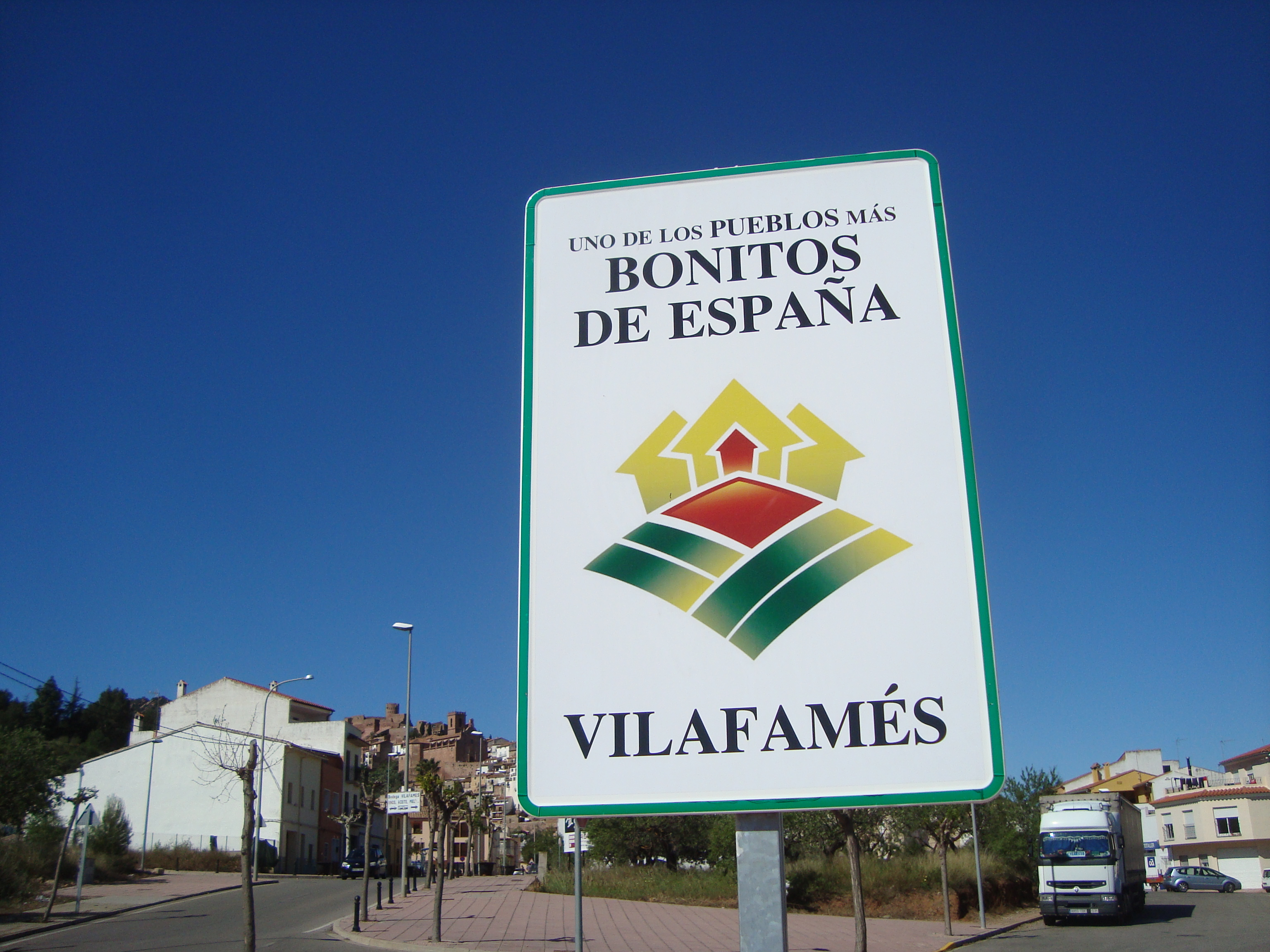
Vilafamés, uno de los pueblos más bonitos de España

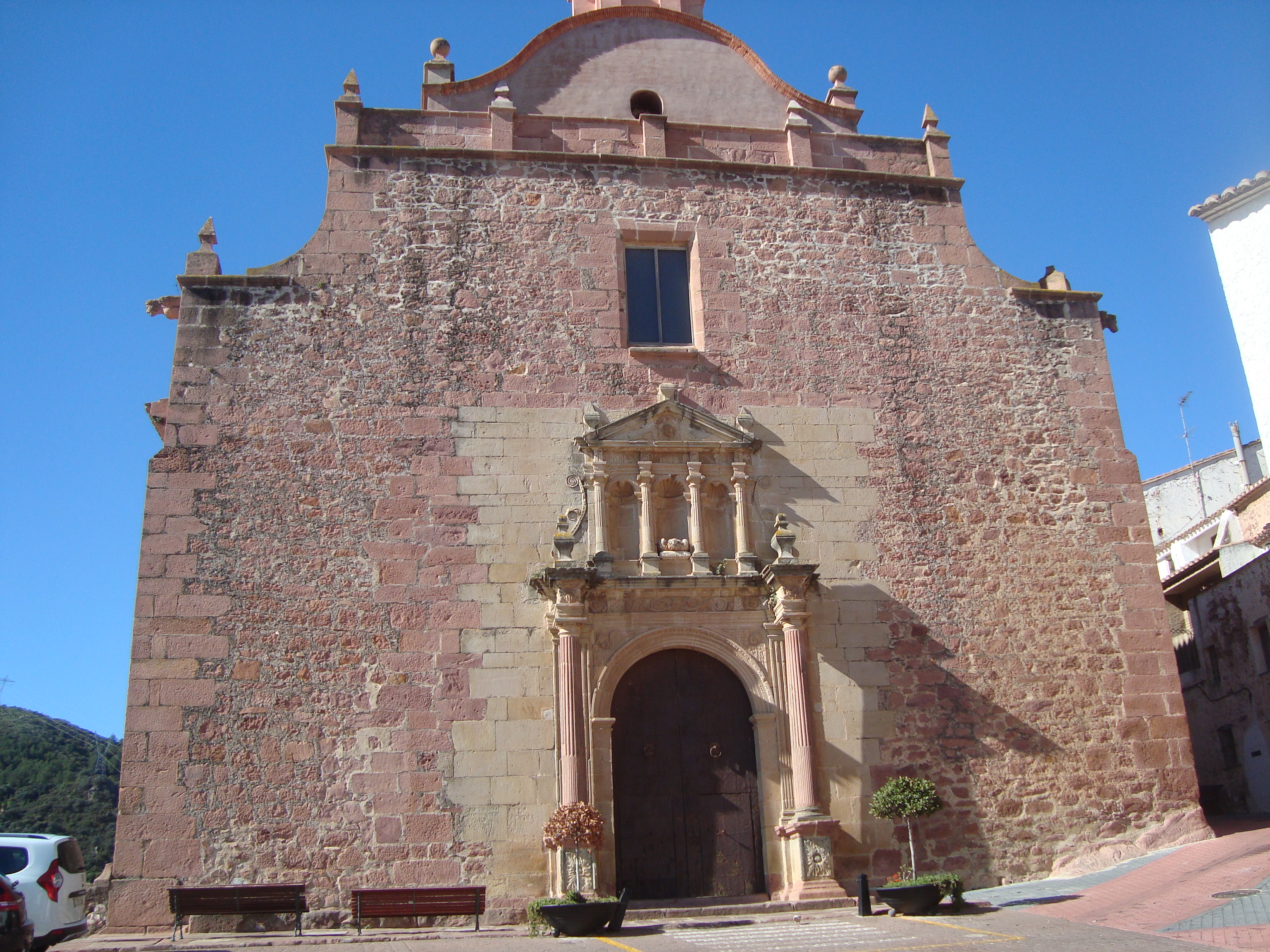
Església parroquial de l'Assumpció (Vilafamés)